# Lista siturilor arheologice din județul Călărași - F
Lista siturilor arheologice din județul Călărași - F conține toate siturile arheologice din județul Călărași înscrise în Repertoriul Arheologic Național (RAN) și aflate în localități al căror nume începe cu litera F. RAN este administrat de Ministerul Culturii și Patrimoniului Național și cuprinde date științifice, cartografice, topografice, imagini și planuri, precum și orice alte informații privitoare la zonele cu potențial arheologic, studiate sau nu, încă existente sau dispărute.
Puteți căuta un sit din localitățile care încep cu litera F folosind formularul de mai jos sau puteți naviga prin toate siturile din județ la Lista siturilor arheologice din județul Călărași.
| Cod RAN                               | Denumire | Localitate                                   | Adresă               | Datare                                             | Descoperit      | Coordonate                                    | Imagine           | Erori            |
| ------------------------------------- | --- | -------------------------------------------- | -------------------- | -------------------------------------------------- | --------------- | --------------------------------------------- | ----------------- | ---------------- |
| 94633.01.01 (Cod LMI: CL-I-s-B-14550) | Așezarea Latene de la Făurei - "Grădiștea Mică" / ansamblu anonim (Categorie: locuire civilă) (Tip: Așezare)                                             | sat Făurei, comuna Ulmu                      | Grădiștea Mică       | geto-dacică sec. IV - I a. Chr.                    | 1923            |                                               | Încărcați imagine | Raportați eroare |
| 103023.01.01                          | Mănăstirea medievală de la Fundeni - "Biserica Frunzănești" / ansamblu Mănăstirea Frunzănești (Categorie: structură de cult/religioasă) (Tip: Mănăstire) | sat Fundeni, comuna Fundeni                  | Biserica Frunzănești | sec. XVIII                                         |                 |                                               | Încărcați imagine | Raportați eroare |
| 102847.01.01                          | Așezarea de secol IV de la Frăsinet / ansamblu anonim (Categorie: locuire civilă) (Tip: Așezare)                                                         | sat Frăsinet, comuna Frăsinet                |                      | Sântana de Mureș - Cerneahov sec. IV-V             | 1974            | 44°19′04″N 26°48′52″E / 44.31779°N 26.81447°E | Încărcați imagine | Raportați eroare |
| 102847.01.02                          | Așezarea de secol IV de la Frăsinet / ansamblu anonim (Categorie: locuire civilă) (Tip: Așezare)                                                         | sat Frăsinet, comuna Frăsinet                |                      |                                                    | 1974            | 44°19′04″N 26°48′52″E / 44.31779°N 26.81447°E | Încărcați imagine | Raportați eroare |
| 94633.02.01                           | Tumulul de la Făurei - "Movila Făurei I" / ansamblu anonim (Categorie: descoperire funerară) (Tip: Tumul)                                                | sat Făurei, comuna Ulmu                      | Movila Făurei I      | Iamnaia (?)                                        |                 | 44°17′43″N 26°53′02″E / 44.29528°N 26.88386°E | Încărcați imagine | Raportați eroare |
| 94633.03.01                           | Tumulul de la Făurei - "Movila Potcoavei" / ansamblu anonim (Categorie: descoperire funerară) (Tip: Tumul)                                               | sat Făurei, comuna Ulmu                      | Movila Potcoavei     | Yamnaia (?)                                        |                 | 44°17′21″N 26°52′10″E / 44.28914°N 26.86936°E | Încărcați imagine | Raportați eroare |
| 94633.04.01                           | Tumulul de la Făurei - "Movila Făurei II" / ansamblu anonim (Categorie: descoperire funerară) (Tip: Tumul)                                               | sat Făurei, comuna Ulmu                      | Movila Făurei II     | Iamnaia (?)                                        |                 | 44°16′54″N 26°51′30″E / 44.28161°N 26.85842°E | Încărcați imagine | Raportați eroare |
| 94633.05.01                           | Situl arheologic de la Făurei - "Piscul Făurei" / ansamblu anonim (Categorie: locuire civilă) (Tip: Așezare)                                             | sat Făurei, comuna Ulmu                      | Piscul Făurei        | geto-dacică sec. II-I                              | 1924            | 44°16′45″N 26°52′50″E / 44.27904°N 26.88064°E | Încărcați imagine | Raportați eroare |
| 94633.05.02                           | Situl arheologic de la Făurei - "Piscul Făurei" / ansamblu anonim (Categorie: locuire civilă) (Tip: Așezare)                                             | sat Făurei, comuna Ulmu                      | Piscul Făurei        | Sântana de Mureș - Cerneahov                       | 1924            | 44°16′45″N 26°52′50″E / 44.27904°N 26.88064°E | Încărcați imagine | Raportați eroare |
| 94633.05.04                           | Situl arheologic de la Făurei - "Piscul Făurei" / ansamblu anonim (Categorie: locuire civilă) (Tip: Așezare)                                             | sat Făurei, comuna Ulmu                      | Piscul Făurei        | Dridu                                              | 1924            | 44°16′45″N 26°52′50″E / 44.27904°N 26.88064°E | Încărcați imagine | Raportați eroare |
| 94633.05.03                           | Situl arheologic de la Făurei - "Piscul Făurei" / ansamblu anonim (Categorie: locuire civilă) (Tip: Așezare)                                             | sat Făurei, comuna Ulmu                      | Piscul Făurei        | Ipotești - Cândești                                | 1924            | 44°16′45″N 26°52′50″E / 44.27904°N 26.88064°E | Încărcați imagine | Raportați eroare |
| 94633.06.01                           | Așezarea medievală de la Făurei / ansamblu anonim (Categorie: locuire civilă) (Tip: Așezare)                                                             | sat Făurei, comuna Ulmu                      |                      | Dridu sec. X - XI                                  | 1924            | 44°17′22″N 26°53′25″E / 44.28958°N 26.8903°E  | Încărcați imagine | Raportați eroare |
| 94633.06.02                           | Așezarea medievală de la Făurei / ansamblu anonim (Categorie: locuire civilă) (Tip: Așezare)                                                             | sat Făurei, comuna Ulmu                      |                      | sec. XV-XVIII                                      | 1924            | 44°17′22″N 26°53′25″E / 44.28958°N 26.8903°E  | Încărcați imagine | Raportați eroare |
| 94633.07.01                           | Situl arheologic de la Făurei - "Biserica Veche" / ansamblu anonim (Categorie: locuire civilă) (Tip: Așezare)                                            | sat Făurei, comuna Ulmu                      | Biserica Veche       | Boian - Vidra                                      | 1924            | 44°17′08″N 26°53′19″E / 44.28558°N 26.88869°E | Încărcați imagine | Raportați eroare |
| 94633.07.02                           | Situl arheologic de la Făurei - "Biserica Veche" / ansamblu anonim (Categorie: locuire civilă) (Tip: Așezare)                                            | sat Făurei, comuna Ulmu                      | Biserica Veche       | Gumelnița - A2                                     | 1924            | 44°17′08″N 26°53′19″E / 44.28558°N 26.88869°E | Încărcați imagine | Raportați eroare |
| 94633.07.03                           | Situl arheologic de la Făurei - "Biserica Veche" / ansamblu anonim (Categorie: locuire civilă) (Tip: Așezare)                                            | sat Făurei, comuna Ulmu                      | Biserica Veche       | Tei                                                | 1924            | 44°17′08″N 26°53′19″E / 44.28558°N 26.88869°E | Încărcați imagine | Raportați eroare |
| 94633.07.04                           | Situl arheologic de la Făurei - "Biserica Veche" / ansamblu anonim (Categorie: locuire civilă) (Tip: Așezare)                                            | sat Făurei, comuna Ulmu                      | Biserica Veche       | Dridu                                              | 1924            | 44°17′08″N 26°53′19″E / 44.28558°N 26.88869°E | Încărcați imagine | Raportați eroare |
| 94633.07.05                           | Situl arheologic de la Făurei - "Biserica Veche" / ansamblu anonim (Categorie: locuire civilă) (Tip: Așezare)                                            | sat Făurei, comuna Ulmu                      | Biserica Veche       | sec. XIV-XVII                                      | 1924            | 44°17′08″N 26°53′19″E / 44.28558°N 26.88869°E | Încărcați imagine | Raportați eroare |
| 94633.08.01                           | Situl arheologic de la Valea Greziei / ansamblu anonim (Categorie: locuire civilă) (Tip: Așezare)                                                        | sat Făurei, comuna Ulmu                      | Valea Greziei        | Boian                                              | Radu Vulpe 1924 | 44°16′52″N 26°54′10″E / 44.28122°N 26.90278°E | Încărcați imagine | Raportați eroare |
| 94633.08.02                           | Situl arheologic de la Valea Greziei / ansamblu anonim (Categorie: locuire civilă) (Tip: Așezare)                                                        | sat Făurei, comuna Ulmu                      | Valea Greziei        | Sântana de Mureș - Cerneahov sec. IV               | Radu Vulpe 1924 | 44°16′52″N 26°54′10″E / 44.28122°N 26.90278°E | Încărcați imagine | Raportați eroare |
| 94633.09.01                           | Situl arheologic de la Făurei - "Grădiștea Făurei" / ansamblu anonim(Grădiștea Făurei) (Categorie: locuire civilă) (Tip: Locuire)                        | sat Făurei, comuna Ulmu                      | Grădiștea Făurei     | Gumelnița                                          | 1924            | 44°16′37″N 26°53′44″E / 44.27703°N 26.89542°E | Încărcați imagine | Raportați eroare |
| 94633.09.02                           | Situl arheologic de la Făurei - "Grădiștea Făurei" / ansamblu anonim(Grădiștea Făurei) (Categorie: locuire civilă) (Tip: Locuire)                        | sat Făurei, comuna Ulmu                      | Grădiștea Făurei     |                                                    | 1924            | 44°16′37″N 26°53′44″E / 44.27703°N 26.89542°E | Încărcați imagine | Raportați eroare |
| 94633.09.03                           | Situl arheologic de la Făurei - "Grădiștea Făurei" / ansamblu anonim(Grădiștea Făurei) (Categorie: locuire civilă) (Tip: Locuire)                        | sat Făurei, comuna Ulmu                      | Grădiștea Făurei     |                                                    | 1924            | 44°16′37″N 26°53′44″E / 44.27703°N 26.89542°E | Încărcați imagine | Raportați eroare |
| 94633.09.04                           | Situl arheologic de la Făurei - "Grădiștea Făurei" / ansamblu anonim(Grădiștea Făurei) (Categorie: locuire civilă) (Tip: Locuire)                        | sat Făurei, comuna Ulmu                      | Grădiștea Făurei     |                                                    | 1924            | 44°16′37″N 26°53′44″E / 44.27703°N 26.89542°E | Încărcați imagine | Raportați eroare |
| 102847.02.01                          | Așezarea de la Frăsinet Pisc / ansamblu anonim (Categorie: locuire civilă) (Tip: Așezare)                                                                | sat Frăsinet, comuna Frăsinet                | Frăsinet Pisc        | Boian                                              | 1972            | 44°19′25″N 26°48′37″E / 44.32355°N 26.81033°E | Încărcați imagine | Raportați eroare |
| 102847.02.02                          | Așezarea de la Frăsinet Pisc / ansamblu anonim (Categorie: locuire civilă) (Tip: Așezare)                                                                | sat Frăsinet, comuna Frăsinet                | Frăsinet Pisc        | Coslogeni                                          | 1972            | 44°19′25″N 26°48′37″E / 44.32355°N 26.81033°E | Încărcați imagine | Raportați eroare |
| 102847.02.03                          | Așezarea de la Frăsinet Pisc / ansamblu anonim (Categorie: locuire civilă) (Tip: Așezare)                                                                | sat Frăsinet, comuna Frăsinet                | Frăsinet Pisc        | sec. XV-XVII                                       | 1972            | 44°19′25″N 26°48′37″E / 44.32355°N 26.81033°E | Încărcați imagine | Raportați eroare |
| 102847.03.01                          | Tumulul de la Frăsinet - "Movila I" / ansamblu anonim (Categorie: descoperire funerară) (Tip: Tumul)                                                     | sat Frăsinet, comuna Frăsinet                | Movila I             |                                                    |                 | 44°19′08″N 26°48′05″E / 44.319°N 26.80128°E   | Încărcați imagine | Raportați eroare |
| 102847.04.01                          | Tumulul "Movila II" de la Frăsinet / ansamblu anonim (Categorie: descoperire funerară) (Tip: Tumul)                                                      | sat Frăsinet, comuna Frăsinet                | Movila II            |                                                    |                 | 44°19′00″N 26°48′01″E / 44.31669°N 26.80028°E | Încărcați imagine | Raportați eroare |
| 103041.01.01                          | Siliștea medievală de la Fundulea / ansamblu anonim (Categorie: locuire civilă) (Tip: Așezare)                                                           | oraș Fundulea                                |                      |                                                    | 1972            | 44°28′17″N 26°31′40″E / 44.47139°N 26.52778°E | Încărcați imagine | Raportați eroare |
| 103041.02.01                          | Așezarea culturii Dridu de la Fundulea / ansamblu anonim (Categorie: locuire civilă) (Tip: Așezare)                                                      | oraș Fundulea                                |                      | Dridu sec. IX-XI                                   | 1972            | 44°28′29″N 26°31′30″E / 44.47472°N 26.525°E   | Încărcați imagine | Raportați eroare |
| 103041.03.01                          | Așezarea de secol IV p.Chr. de la Fundulea / ansamblu anonim (Categorie: locuire civilă) (Tip: Așezare)                                                  | oraș Fundulea                                |                      | Sântana de Mureș - Cerneahov sec. al IV-lea p.Chr. | 1972            | 44°28′17″N 26°31′14″E / 44.47139°N 26.52056°E | Încărcați imagine | Raportați eroare |
| 103041.04.01                          | Așezare geto-dacică de la Fundulea / ansamblu anonim (Categorie: locuire civilă) (Tip: Așezare)                                                          | oraș Fundulea                                |                      | geto-dacică                                        | 1972            | 44°28′10″N 26°25′59″E / 44.46944°N 26.43306°E | Încărcați imagine | Raportați eroare |
| 104369.01.01                          | Așezarea de secol IV p.Chr. de la Fântâna Doamnei (I) / ansamblu anonim (Categorie: așezare) (Tip: Așezare)                                              | sat Fântâna Doamnei, comuna Nicolae Bălcescu |                      | Sântana de Mureș - Cerneahov sec. IV p.Chr         |                 | 44°25′11″N 26°44′51″E / 44.41972°N 26.7475°E  | Încărcați imagine | Raportați eroare |
| 104369.02.01                          | Așezarea Dridu de la Fântâna Doamnei / ansamblu anonim (Categorie: așezare) (Tip: Așezare)                                                               | sat Fântâna Doamnei, comuna Nicolae Bălcescu |                      | Dridu sec. IX-X                                    | 2007            | 44°25′21″N 26°44′45″E / 44.4225°N 26.74583°E  | Încărcați imagine | Raportați eroare |
| 104369.03.01                          | Așezarea de secol IV p.Chr. de la Fântâna Doamnei (II) / ansamblu anonim (Categorie: așezare) (Tip: Așezare)                                             | sat Fântâna Doamnei, comuna Nicolae Bălcescu |                      | Sântana de Mureș - Cerneahov sec. IV p.Chr.        | 2007            | 44°25′11″N 26°42′53″E / 44.41972°N 26.71472°E | Încărcați imagine | Raportați eroare |
| 104369.04.01                          | Așezarea culturii Dridu situată la nord de Fântâna Doamnei / ansamblu anonim (Categorie: așezare) (Tip: Așezare)                                         | sat Fântâna Doamnei, comuna Nicolae Bălcescu |                      | Sântana de Mureș - Cerneahov sec. IV p.Chr.        | 2007            | 44°24′58″N 26°42′32″E / 44.41611°N 26.70889°E | Încărcați imagine | Raportați eroare |
| 104369.04.02                          | Așezarea culturii Dridu situată la nord de Fântâna Doamnei / ansamblu anonim (Categorie: așezare) (Tip: Așezare)                                         | sat Fântâna Doamnei, comuna Nicolae Bălcescu |                      | Dridu sec. IX-X                                    | 2007            | 44°24′58″N 26°42′32″E / 44.41611°N 26.70889°E | Încărcați imagine | Raportați eroare |
| 94633.10.01                           | Așezarea Coslogeni de la Făurei / ansamblu anonim (Categorie: locuire) (Tip: așezare)                                                                    | sat Făurei, comuna Ulmu                      |                      | Coslogeni sf. Mil. II î.Hr.                        |                 | 44°17′14″N 26°53′43″E / 44.28712°N 26.89516°E | Încărcați imagine | Raportați eroare |